# Celebrity (Magazin)
Celebrity war ein monatlich erscheinendes Lifestyle-Magazin mit den Schwerpunkten Stars, Mode und Beauty. Durch die veränderten Marktbedingungen nach Ausbruch der Bankenkrise im Herbst 2008 gab MVG schließlich dessen Einstellung bekannt. Die Online-Ausgabe wurde in der Folge stetig ausgebaut und kam im September 2011 auf 240.000 monatliche Besucher.

## Print-Ausgabe
Celebrity ging im Jahr 2004 aus der Joy-Sonderausgabe Joy Celebrity hervor. Die Zeitschrift sollte als People-Magazin neben Grazia, Gala, InTouch oder Bunte positioniert werden. Anders als diese setzte man aber ausschließlich auf internationale Stars. Celebrity startete mit durchschnittlich 186.117 verkauften Exemplaren. Im Laufe der Jahre ging die Auflage immer weiter zurück, so dass man sich Anfang 2008 genötigt sah, das Magazin neu zu positionieren. Der Zusatz „Style“ sollte die künftige Fokussierung auf Themen wie Mode und Beauty verdeutlichen.
Doch im 2. Quartal 2008 ging die Auflage abermals um 12,5 % zurück. Zudem wussten potentielle Anzeigenkunden die Zeitschrift am Markt nicht mehr einzuordnen. Als sich im Herbst desselben Jahres durch die aufziehende Bankenkrise auch noch die wirtschaftlichen Rahmenbedingungen verschlechterten, wurde die Zeitschrift eingestellt. Mit der Einstellung war ursprünglich eine zweimal jährlich erscheinende Sonderausgabe „Celebrity Style & Fashion“ angekündigt, die jedoch nie veröffentlicht wurde.

## Online-Ausgabe
Celebrity.de wurde nach Einstellung der Print-Ausgabe mehr und mehr als reines Starmagazin gegen Konkurrenten wie Promiflash oder VIP positioniert. Die Zielgruppe wurde dadurch wesentlich jünger, das Portal newslastiger. Die Maßnahmen wirkten. Die IVW wies im September 2009 14.718 Besucher aus, das Portal kam im September 2011 auf 240.771 Besucher. Außerdem wurde das Angebot inzwischen durch eine Videoplattform erweitert, auf der Film-Trailer und Youtube-Clips gebündelt werden.